# Aeshna tuberculifera
Espèce
L'æschne à tubercules (Aeshna tuberculifera) est une espèce d'insectes de la famille des Aeshnidae appartenant au sous-ordre des anisoptères dans l'ordre des odonates. Elle a été décrite en 1908 par l'entomologiste canadien Edmund Murton Walker.

## Description
Cette æschne mesure entre 71-78 mm de long et ses motifs abdominaux sont habituellement à prédominance bleue. Les bandes thoraciques sont relativement droites et leur coloration est à dominance bleue et se dégrade, vers le bas, en vert pâle. Le mâle et la femelle sont relativement similaires. Les cerques du mâle sont minces et recourbés vers le haut.

## Répartition
Elle se retrouve à travers le Canada et dans le Nord des États-Unis. Il y a deux populations distinctes en Amérique du Nord : l'une est dans la région de l'île de Vancouver et de la Côte Est et l'autre se retrouve à partir de l'État du Minnesota jusqu'à la côte Est. C'est également cette population qu'on retrouve dans l'est du Canada.

## Habitat
L'espèce semble préférer les lacs et les étangs acides. On la retrouve également dans les tourbières et dans les marais